# Páros műkorcsolya az 1984. évi téli olimpiai játékokon
Az 1984. évi téli olimpiai játékokon a műkorcsolya páros versenyszámát versenyszámát február 10. és 12. között rendezték. Az aranyérmet a szovjet Jelena Valova–Oleg Vasziljev-kettős nyerte. A versenyszámban nem vett részt magyar páros.

## Eredmények
Az egyes szakaszokban (rövid program, kűr) kilenc bíró pontozta a versenyzőket. A pontok alapján a bírók mindegyikénél külön-külön kialakult egy sorrend az egyes szakaszokra vonatkozóan és ez egy helyezési pontszámot is jelentett. Az egyes szakaszok eredménye a következő kritériumok alapján alakult ki:
1. „Többségi helyezések száma”. Az a versenyző végzett előrébb, akit a bírók többsége előrébb rangsorolt. A bírók többsége azt jelentette, hogy a legjobb 5 helyezést adó bíró helyezési pontszámait vették figyelembe, de ha az 5. bíró helyezésével még volt azonos helyezés, akkor az(oka)t is figyelembe vették. Ezt az adatot tartalmazza az oszlop. (Pl. a „6×3+” azt jelenti, hogy a versenyző 6 bírónál az első 3 hely valamelyikén végzett.)
2. „Többségi helyezések összege” (a figyelembe vett bírók helyezési pontszámainak összege)
3. „Helyezések összege” (az összes bíró helyezési pontszámainak összege)

A versenyszám végeredményét az összesített helyezési pontszám határozta meg, amely az alábbiak összegéből állt:
- A rövid program helyezési pontszámának 0,4-szerese (az összesítés 28,57%-a),
- A kűr helyezési pontszámának 1-szerese (az összesítés 71,43%-a).

Az alacsonyabb helyezési pontszámmal rendelkező versenyző végzett előrébb. Egyenlő helyezési pontszám esetén a kűrben elért jobb helyezés döntött.

### Rövid program
A rövid programot február 10-én rendezték.
| Hely. | Versenyzők                                                     | Többségi helyezések száma | Többségi helyezések összege | Helyezések összege | Pont  | Helyezési pontszám |
| ----- | -------------------------------------------------------------- | ------------------------- | --------------------------- | ------------------ | ----- | ------------------ |
| 1.    | Szovjetunió (URS)-1 · Jelena Valova · Oleg Vasziljev           | 9×1+                      | 9,0                         | 9,0                | 104,9 | 0,4                |
| 2.    | Egyesült Államok (USA)-1 · Kitty Carruthers · Peter Carruthers | 7×3+                      | 18,0                        | 27,0               | 100,2 | 0,8                |
| 2.    | Szovjetunió (URS)-2 · Larisza Szeleznyova · Oleg Makarov       | 7×3+                      | 18,0                        | 27,0               | 99,9  | 0,8                |
| 4.    | NDK (GDR)-1 · Sabine Baeß · Tassilo Thierbach                  | 6×4+                      | 21,0                        | 38,0               | 98,6  | 1,6                |
| 5.    | NDK (GDR)-2 · Birgit Lorenz · Knut Schubert                    | 5×5+                      | 18,0                        | 45,0               | 97,6  | 2,0                |
| 6.    | Kanada (CAN)-1 · Barbara Underhill · Paul Martini              | 7×6+                      | 35,0                        | 50,0               | 97,9  | 2,4                |
| 7.    | Szovjetunió (URS)-3 · Marina Avsztrijszkaja · Jurij Kvasnyin   | 6×7+                      | 37,0                        | 61,0               | 95,7  | 2,8                |
| 8.    | Egyesült Államok (USA)-2 · Jill Watson · Burt Lancon           | 6×8+                      | 45,0                        | 75,0               | 94,0  | 3,2                |
| 9.    | Kanada (CAN)-2 · Katherina Matousek · Lloyd Eisler             | 5×9+                      | 40,0                        | 80,0               | 92,6  | 3,6                |
| 10.   | Egyesült Államok (USA)-3 · Lea Ann Miller · William Fauver     | 5×9+                      | 44,0                        | 88,0               | 91,9  | 4,0                |
| 11.   | NSZK (FRG) · Claudia Massari · Leonardo Azzola                 | 7×12+                     | 77,0                        | 103,0              | 89,7  | 4,4                |
| 12.   | Nagy-Britannia (GBR) · Susy Garland · Ian Jenkins              | 6×12+                     | 69,0                        | 108,0              | 88,1  | 4,8                |
| 13.   | Kanada (CAN)-3 · Melinda Kunhegyi · Lyndon Johnston            | 5×12+                     | 54,0                        | 107,0              | 88,2  | 5,2                |
| 14.   | NDK (GDR)-3 · Babette Preußler · Tobias Schröter               | 9×14+                     | 125,0                       | 125,0              | 84,1  | 5,6                |
| 15.   | Kína (CHN) · Luan Bo · Yao Bin                                 | 9×15+                     | 135,0                       | 135,0              | 73,0  | 6,0                |

### Kűr
A kűrt február 12-én rendezték.
| Hely. | Versenyzők                                                     | Többségi helyezések száma | Többségi helyezések összege | Helyezések összege | Pont  | Helyezési pontszám |
| ----- | -------------------------------------------------------------- | ------------------------- | --------------------------- | ------------------ | ----- | ------------------ |
| 1.    | Szovjetunió (URS)-1 · Jelena Valova · Oleg Vasziljev           | 9×1+                      | 9,0                         | 9,0                | 104,9 | 1,0                |
| 2.    | Egyesült Államok (USA)-1 · Kitty Carruthers · Peter Carruthers | 7×3+                      | 17,0                        | 25,0               | 102,3 | 2,0                |
| 3.    | Szovjetunió (URS)-2 · Larisza Szeleznyova · Oleg Makarov       | 7×3+                      | 19,0                        | 27,0               | 102,1 | 3,0                |
| 4.    | NDK (GDR)-1 · Sabine Baeß · Tassilo Thierbach                  | 5×3+                      | 12,0                        | 28,0               | 101,8 | 4,0                |
| 5.    | NDK (GDR)-2 · Birgit Lorenz · Knut Schubert                    | 7×5+                      | 35,0                        | 47,0               | 100,0 | 5,0                |
| 6.    | Egyesült Államok (USA)-2 · Jill Watson · Burt Lancon           | 5×6+                      | 28,0                        | 56,0               | 98,3  | 6,0                |
| 7.    | Kanada (CAN)-1 · Barbara Underhill · Paul Martini              | 8×7+                      | 51,0                        | 59,0               | 98,1  | 7,0                |
| 8.    | Kanada (CAN)-2 · Katherina Matousek · Lloyd Eisler             | 6×8+                      | 48,0                        | 75,0               | 94,3  | 8,0                |
| 9.    | Szovjetunió (URS)-3 · Marina Avsztrijszkaja · Jurij Kvasnyin   | 7×9+                      | 59,0                        | 79,0               | 94,2  | 9,0                |
| 10.   | Egyesült Államok (USA)-3 · Lea Ann Miller · William Fauver     | 7×11+                     | 72,0                        | 97,0               | 91,1  | 10,0               |
| 11.   | NDK (GDR)-3 · Babette Preußler · Tobias Schröter               | 6×11+                     | 63,0                        | 99,0               | 90,0  | 11,0               |
| 12.   | Kanada (CAN)-3 · Melinda Kunhegyi · Lyndon Johnston            | 9×12+                     | 102,0                       | 102,0              | 90,1  | 12,0               |
| 13.   | NSZK (FRG) · Claudia Massari · Leonardo Azzola                 | 5×13+                     | 62,0                        | 118,0              | 87,5  | 13,0               |
| 14.   | Nagy-Britannia (GBR) · Susy Garland · Ian Jenkins              | 9×14+                     | 122,0                       | 122,0              | 86,8  | 14,0               |
| 15.   | Kína (CHN) · Luan Bo · Yao Bin                                 | 9×15+                     | 135,0                       | 135,0              | 76,5  | 15,0               |

### Végeredmény
| Helyezés | Versenyzők                                                     | Helyezési pontszámok | Helyezési pontszámok | Helyezési pontszámok |
| Helyezés | Versenyzők                                                     | Rövid program        | Kűr                  | Összesen             |
| -------- | -------------------------------------------------------------- | -------------------- | -------------------- | -------------------- |
| Arany    | Szovjetunió (URS)-1 · Jelena Valova · Oleg Vasziljev           | 0,4                  | 1,0                  | 1,4                  |
| Ezüst    | Egyesült Államok (USA)-1 · Kitty Carruthers · Peter Carruthers | 0,8                  | 2,0                  | 2,8                  |
| Bronz    | Szovjetunió (URS)-2 · Larisza Szeleznyova · Oleg Makarov       | 0,8                  | 3,0                  | 3,8                  |
| 4.       | NDK (GDR)-1 · Sabine Baeß · Tassilo Thierbach                  | 1,6                  | 4,0                  | 5,6                  |
| 5.       | NDK (GDR)-2 · Birgit Lorenz · Knut Schubert                    | 2,0                  | 5,0                  | 7,0                  |
| 6.       | Egyesült Államok (USA)-2 · Jill Watson · Burt Lancon           | 3,2                  | 6,0                  | 9,2                  |
| 7.       | Kanada (CAN)-1 · Barbara Underhill · Paul Martini              | 2,4                  | 7,0                  | 9,4                  |
| 8.       | Kanada (CAN)-2 · Katherina Matousek · Lloyd Eisler             | 3,6                  | 8,0                  | 11,6                 |
| 9.       | Szovjetunió (URS)-3 · Marina Avsztrijszkaja · Jurij Kvasnyin   | 2,8                  | 9,0                  | 11,8                 |
| 10.      | Egyesült Államok (USA)-3 · Lea Ann Miller · William Fauver     | 4,0                  | 10,0                 | 14,0                 |
| 11.      | NDK (GDR)-3 · Babette Preußler · Tobias Schröter               | 5,6                  | 11,0                 | 16,6                 |
| 12.      | Kanada (CAN)-3 · Melinda Kunhegyi · Lyndon Johnston            | 5,2                  | 12,0                 | 17,2                 |
| 13.      | NSZK (FRG) · Claudia Massari · Leonardo Azzola                 | 4,4                  | 13,0                 | 17,4                 |
| 14.      | Nagy-Britannia (GBR) · Susy Garland · Ian Jenkins              | 4,8                  | 14,0                 | 18,8                 |
| 15.      | Kína (CHN) · Luan Bo · Yao Bin                                 | 6,0                  | 15,0                 | 21,0                 |